# Liste des sous-marins algériens
Cet article dresse la liste des sous-marins algériens, la liste regroupe les sous-marins commandés ou exploités par l'Algérie.
Sont recensés tous les sous-marins militaires utilisé par les forces navales algériennes.
| Classe         | Photo | Nom                   | Remarque |
| -------------- | ----- | --------------------- | --- |
| Project 636    |       | Messali el Hadj (021) | Le sous-marin classe Kilo projet 636M est considéré comme l'un des sous-marins diesel le plus silencieux au monde. Avec une longueur de 73,8 mètres et une largeur de 9,9 mètres, la classe Kilo possède un déplacement d’un volume de 2 350 mètres cubes. L'Algérie a mis en service ce sous-marin en 2010. |
| Project 636    |       | Djurdjura (022)       | Ce sous-marin algérien possède un déplacement de 2 350 tonnes en surface et de 3 950 tonnes en plongée, sa vitesse est d'environ 17 nœuds. Lui aussi a été lancé en 2010. |
| Project 636    |       | Hoggar (032)          | Le Hoggar (032) est l'un des sous-marins de fabrication russe de classe Kilo des forces navales algériennes. Il a été lancé en 2019 en présence du Chef d'État-Major de l'Armée nationale populaire, Ahmed Gaïd Salah,. |
| Project 636    |       | Ouarsenis (031)       | Lancé en 2019, ce sous-marin d'attaque de fabrication russe est destiné aux opérations anti-navigation et anti-sous-marine. Les six sous-marins algériens de la classe Kilo possèdent un système de sonar amélioré, six tubes lance-torpilles de 533 mm et peuvent transporter jusqu'à 18 torpilles, 24 mines et 4 missiles de croisière Club-S d'une portée de 300 km pour des frappes terrestres de précision. AM1[réf. nécessaire]. |
|                |       |                       | |
| Project 877EKM |       | Rais Hadj Mubarek     | Lancé en 1987 et modernisé en 2010, le Rais Hadj Mubarek est un des sous-marins de classe Kilo 877 de la marine de guerre algérienne, de conception soviétique. Le second est El Hadj Slimane. |
| Project 877EKM |       | El Hadj Slimane       | Sous-marin original de la classe Kilo mis en service, livré en 1988. Remis à neuf et modernisé en 1996. |
|                |       |                       | |
| Classe Romeo   |       | (010)                 | Les navires de classe Romeo sont les 2 premiers sous-marins reçus par l'Algérie, par l'Union soviétique en 1983. Les Romeo ont été retirés et démantelés. |
| Classe Romeo   |       | (011)                 | Les navires de classe Romeo sont les 2 premiers sous-marins reçus par l'Algérie, par l'Union soviétique en 1983. Les Romeo ont été retirés et démantelés. |
|                |       |                       | |
| Classe Kilo    |       | Inconnu               | Deux autres sous-marins doivent être prévus à partir de 2025. |